# Climent Forner i Escobet
Climent Forner i Escobet   (Manresa, 31 d'octubre de 1927) és un sacerdot i poeta català. Fou un dels fundadors de la revista L'Infantil.

## Biografia
L'any 1940 entrà al seminari de Solsona i s'ordenà sacerdot l'any 1952. Durant aquesta etapa fou un dels fundadors i primer director de la revista L'Infantil, des d'on ha publicat narracions per a infants. Començà la seva trajectòria de capellà exercint com a vicari a Bellpuig, Tàrrega i Castellar de n'Hug. A partir d'aquí va ser nomenat rector de Navàs el 1958, on va exercir durant una llarga etapa, fins a retirar-se a la petita parròquia de Viver el 1989, des d'on exerceix de capellà rural a Viver, Serrateix i Sant Joan de Montdarn.
La seva poesia té un gran rigor formal però alhora mostra quotidianitat i elements metafísics i religiosos. Ha traduït de l'occità tota l'obra coneguda del trobador Guillem de Berguedà, publicada l'any 1986 al segon volum de la col·lecció Escriptors del Berguedà, de l'editorial berguedana l'Albí.

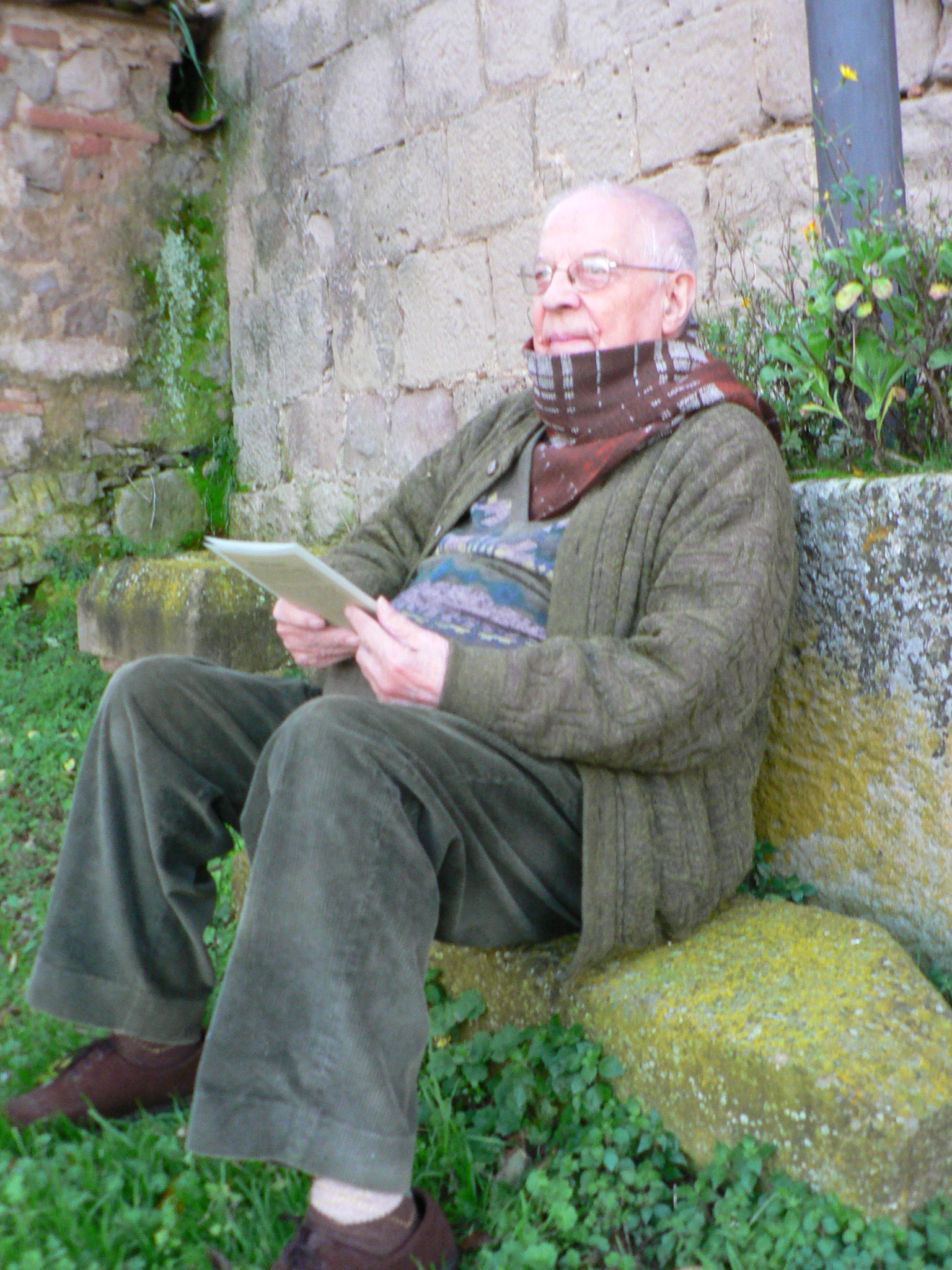
Mn. Climent Forner a la Rectoria de Viver, el seu lloc de residència.

És membre del PEN català

## Premis
En l'àmbit de la poesia però també en la seva vessant humana i marcadament catalanista, ha rebut diversos premis.
- Premi de Poesia Ciutat de Barcelona amb el recull Llevant de joia, publicat posteriorment amb el títol Els únics mots (1962)
- Flor Natural als Jocs Florals del 50è aniversari de la Coronació de la Mare de Déu de Queralt (1966)
- II Premi de Poesia Ciutat de Reus "Memorial Josep M. Prous i Vila" amb el poemari titulat L'ull de Taüll (1982)
- Premi "Flama" a la Cultura Popular atorgat per l'Agrupació Sardanista conjuntament amb totes les entitats culturals de Navàs (1986)
- Flor Natural als Jocs Florals del 75è aniversari de la Coronació de la Mare de Déu de Queralt (1991)
- Medalla d'Or de la Ciutat de Berga (1992)
- Distingit amb el XV Premi Jaume I d'Actuació Cívica Catalana de la Fundació Lluís Carulla(1997)
- Creu de Sant Jordi (1999)

## Obres
- Els únics mots (1964)
- La rel més obscura (1970)
- Arondeta (versos perversos) (1973)
- La Benaurada : 12 madrigals a la Mare de Déu de Queralt (1975)
- Àlbum de família (1980)
- L'ull de Taüll (1983)
- Liridonvau, liridonvon (1989)
- Carrer major, 20 (1992)
- Amb peus lleugers com els dels cérvols (1993)
- Un llarg hivern a Castellar de n'Hug (Diari d'un rector) (1996)
- Ressons de Déu. Manuel Bertran i Oriola (1997)
- Fulls en el Full (1998)
- A sou d'amor: Cants de Viver (2002)
- De cim en cim. Goigs i auques populars (2004)
- Cims d'Estela: Retrats de set berguedans il·lustres (2005)
- La Nit es trenca : nadales a dues veus (2005)
- Besllums : apunts de crítica literària (2006)
- Preneu-m'ho tot, deixeu-me la Paraula : poesia, 1945-2007 (2007)
- Paraules sobre paraules : pròlegs i discursos (2010)
- A la vora del foc : contes i molt més que contes (2011)